# هومالمينة سنغابورية
هومالمينة سنغابورية (الاسم العلمي:Homalomena singaporensis) هي نوع من النباتات تتبع جنس الهومالمينة من الفصيلة اللوفية.